# (9734) 1986 CB2
(9734) 1986 CB2 là một tiểu hành tinh vành đai chính. Nó được phát hiện bởi Henri Debehogne ở Đài thiên văn La Silla ở Chile ngày 12 tháng 2 năm 1986.